# 7世纪南京
|        | 南京历史 |
| 世纪： | 1世纪南京 \| 2世纪南京 \| 3世纪南京 \| 4世纪南京 \| 5世纪南京 \| 6世纪南京 \| 7世纪南京 \| 8世纪南京 \| 9世纪南京 \| 10世纪南京 \| 11世纪南京 \| 12世纪南京 \| 13世纪南京 |

南京于：601-618年，为隋朝江宁县；618年-620年，为杜伏威、沈法兴、辅公祏等势力占领；620年-625年，为唐朝归化县；625年-626年，为唐朝金陵县；626年-635年，为唐朝白下县；635年-700年，为唐朝江宁县。

## 大事记

### 600年代
- 601年，建栖霞寺舍利塔；废州县学。
- 607年，改蒋州为丹阳郡；改方州为江都郡，六合县属之；改度量衡，依古式；改官制。
- 609年，诏天下均田，阅实户口。

### 610年代
- 617年，杜伏威率义军立足六合，转战于江淮而破隋将陈棱。
- 618年，二月，沈法兴起兵据丹阳等江南十余郡，自署江南道大总管；改栖霞寺为功德寺，增置梵宇。
- 619年，杜伏威部辅公祏占领丹阳郡。

### 620年代
- 620年，唐军渡江攻李子通部，破之于溧水；六月，废丹阳郡，以江宁、溧水两县地置扬州，析置丹阳、溧阳、安业三县，改江宁为归化，扬州领五县，治于石头城。
- 623年，辅公祏起兵反唐，称宋帝于丹阳，建元天明，旋改乾德；缮陈残留宫室而居，置署百官，后筑城于燕雀湖畔齐博望苑。
- 624年，三月，李靖破丹阳，辅公祏败死，江南定于唐；改扬州为蒋州，置东南道行台尚书省，治于蒋州；于溧水县设儒学。
- 625年，废东南道行台，改蒋州复为扬州，置扬州大都督府于石头城，旋迁府、州治所并金陵民户于邗州（今扬州市）；丹阳、溧水诸县分属润、宣两州；省安业并入归化，改归化为金陵县。
- 626年，徙金陵县治于白下村，改白下县，隶润州。
- 627年，裁并州县而分十道，今南京市分属淮南道、江南道。

### 630年代
- 633年，白下县治徙冶城东。
- 635年，白下县复为江宁县。

### 640年代
- 640年，重立汉司空骠骑将军溧阳侯史公神道碑。
- 643年，法融入牛头山（今牛首山）筑室修禅，创牛头禅。
- 647年，法融在幽栖寺开讲《法华经》《大集经》。

### 650年代
- 652年，江宁县令萧元善请法融至建初寺开讲《大般若经》，听者千余人。
- 657年，法融于建初寺圆寂。

### 660年代
- 665年，王勃游江宁留诗文。

### 670年代
- 676年，李治撰文，于栖霞寺为明僧绍立明征君碑。

### 680年代
- 684年，九月，徐敬业起兵扬州反武则天，遣兵渡江修石头城谋据金陵，旋败。